# Justus Georg Westphal
Pour les articles homonymes, voir Westphal.
Justus Georg Westphal (Kolborn, 18 mars 1824 – Lunebourg, 9 novembre 1859) est un astronome et mathématicien allemand.

## Biographie
Westphal naquit le 18 mars 1824 à Colborn près de Lüchow en Allemagne. Il obtint son doctorat à l'Université de Göttingen en 1852, sa thèse fut publiée sous le titre Evolutio readicum aequationum algebraicarum e ternis terminis constantium in series infinitas.
Il fut l'élève du célèbre mathématicien Carl Friedrich Gauss, qui fut également directeur de l'Observatoire de Göttingen. Au cours de cette période Westphal fut assistant à l'observatoire, où il occupa la fonction d'observateur. En 1854, Westphal fut nommé conférencier, mais lorsque survint la mort de Gauss en 1855, il démissionna de ses fonctions d'astronome et fut remplacé par son collègue Wilhelm Klinkerfues (de).
Westphal est surtout connu pour la découverte de la comète périodique 20D/Westphal, aussi connue sous les dénominations 20D/1852 O1, 1852 IV, D/Westphal 1, le 24 juillet 1852. Christian Heinrich Friedrich Peters découvrit indépendamment la même comète depuis Constantinople le 3 août de la même année. Bien qu'elle ait été observée lors de son retour en 1913 (20D/1913 S1,1913 VI, 1913d), la comète ne revint pas en 1976 et est aujourd'hui considérée comme perdue. Il existe des preuves substantielles que la comète se soit totalement désintégrée avant d'atteindre son périhélie au cours de l'année de son apparition en 1913. Westphal ne découvrit pas d'autres comètes ni même d'astéroïdes, mais il fit de nombreuses observations d'astéroïdes et calcula les éléments orbitaux de plusieurs d'entre eux.
Westphal, qui souffrit de mauvaise santé pour une grande partie de sa vie, mourut le 9 novembre 1859, à Lunebourg.

## Literatur
- (de) Siegmund Günther, « Westphal, Justus Georg », dans Allgemeine Deutsche Biographie (ADB), vol. 42, Leipzig, Duncker & Humblot, 1897, p. 203-204